# Spilosoma shanghaiensis
Spilosoma shanghaiensis är en fjärilsart som beskrevs av Daniel 1943. Spilosoma shanghaiensis ingår i släktet Spilosoma och familjen björnspinnare. Inga underarter finns listade i Catalogue of Life.